# Drive In (programma televisivo)
Drive In è stato un programma televisivo italiano di genere commedia ideato e scritto da Antonio Ricci, trasmesso con cadenza settimanale in prima serata, dal 1983 al 1988 su Italia 1. Riscosse un grande successo, entrando nel costume nazionale del tempo, contribuendo a portare alla ribalta numerosi personaggi dello spettacolo italiano e divenendo uno dei programmi-simbolo della televisione italiana degli anni 80 del XX secolo.
Il programma esordì il 4 ottobre 1983 e venne trasmesso inizialmente il martedì, mentre dalla seconda edizione andò in onda la domenica, sino alla sua chiusura, il 17 aprile 1988. In onda inizialmente con puntate di una sola ora, dato il grande riscontro vide presto raddoppiare la sua durata, raggiungendo punte di otto milioni di spettatori. Dopo la fine, il posto nel palinsesto televisivo fu poi preso da Emilio, che accoglierà a sua volta molti dei precedenti volti del Drive In. Nel 1988 i due conduttori Ezio Greggio e Gianfranco D'Angelo passarono a condurre prima Odiens e poi la prima edizione di Striscia la notizia, programmi sempre ideati da Antonio Ricci i quali, insieme ad altre «trasmissioni-satellite» da lui ideate, di fatto porteranno avanti l'eredità del programma.

## Storia

Il proprietario Gianfranco D'Angelo e il suo giovane aiutante Ezio Greggio

La prima edizione, scritta da Antonio Ricci con Alessandro Piccardo ed Ezio Greggio, venne diretta da Giancarlo Nicotra, mentre le successive vennero scritte con la collaborazione di Franco Mercuri, Aldo Rami, Lorenzo Beccati, Max Greggio, Gino e Michele, Gennaro Ventimiglia e Matteo Molinari, con la regia affidata a Beppe Recchia. La prima edizione (1983-1984) venne registrata presso gli studi Dear di Roma; dalla seconda edizione (1984-1985) il programma venne trasferito a Milano, dove rimase fino all'ultima edizione (1987-1988).
Il 31 dicembre 1983 fu trasmessa a reti unificate sulle due reti dell'allora Fininvest, Canale 5 e Italia 1, una puntata speciale del programma intitolata Capodanno al Drive In.
Tra il 1991 e il 1992, durante la fascia di mezzogiorno, il programma venne riproposto da Italia 1 con un differente montaggio, raccogliendo in ogni puntata circa ottanta minuti di spezzoni: tra un blocco e l'altro venivano inoltre mandate in onda alcune interviste ai protagonisti, i quali raccontavano aneddoti circa il programma. Nell'estate del 2003, per celebrare il ventennale dalla messa in onda della prima puntata, Canale 5 mandò in onda una serie di quattro puntate con il meglio di Drive in, chiamate Drive In Story.
Nell'ottobre del 2013, in occasione dei trent'anni della trasmissione, sono stati messi in vendita sei DVD, a cadenza settimanale, con tutto il meglio delle edizioni. La raccolta è curata dal Fabio Freddi, esperto di comunicazione. Oltre agli sketch, sono stati inseriti brevi interventi di Carlo Freccero, Angelo Guglielmi e Giampiero Mughini. Il 4 dicembre dello stesso anno è stato inoltre trasmesso su Canale 5 Drive In - L'origine del male, un documentario realizzato per celebrare il trentennale dalla prima messa in onda del programma.

## Descrizione

### Il programma
Ambientato in un drive-in, con la scenografia curata da Graziella Evangelista e Enzo De Camillis, nelle prime tre edizioni il collante delle vicende era rappresentato dal tentativo, da parte del proprietario del locale (D'Angelo), di approfittare, assieme al suo giovane aiutante (Greggio), di un ingenuo e malcapitato cliente (Enrico Beruschi) il quale lì si recava per corteggiare la procace e succinta cassiera (Carmen Russo, in seguito sostituita da Lory Del Santo) nonché per cercare un po' di evasione dalla vita quotidiana, in particolar modo dall'opprimente moglie (Margherita Fumero).
La struttura del programma venne mutuata da altri varietà televisivi degli anni precedenti come Non stop ma anche A tutto gag, Tutto compreso e Due di tutto, introducendo comunque significative novità, come ricorderà il suo ideatore Antonio Ricci: «avevo in mente di creare una trasmissione tutta di comici: pativo le canzoni, i balletti, gli ospiti del varietà classico», dando così vita a uno show che, per sua stessa ammissione, era «una macedonia di generi, una via di mezzo tra sit-com, varietà, effetti speciali, satira politica, parodie, gag, barzellette, tormentoni». Caratteristiche salienti furono la velocità dei cambi di scena, monologhi e parodie di film celebri insieme a spezzoni di comiche, nuovi cabarettisti che tra il pubblico recitavano i loro sketch uno dietro l'altro e rapide gag intervallate da intermezzi ballati, il tutto con un taglio di regia e un montaggio incalzante che consentiva l'inserimento degli spot pubblicitari senza interrompere il ritmo; una vera e propria opera di «rottura» dinanzi all'istituzionalizzato mondo dei varietà italiani del tempo, nonché l'ideale per la nascente televisione commerciale di cui Drive In finì per divenire il programma comico più rappresentativo del decennio. Per dirla nelle parole di uno dei suoi protagonisti, Ezio Greggio, «Drive In ha segnato un cambio generazionale e di stile nel varietà televisivo che nessuno ha segnalato: la fine del presentatore tradizionale, dei salamelecchi e dei tempi morti, la nascita di un varietà satirico tutta sostanza e niente fumo».

### Il cast

Carmen Russo, cassiera nelle prime edizioni dello show.

Tra i comici che si sono fatti conoscere dal grande pubblico o hanno consolidato la loro popolarità grazie alla partecipazione al programma, si ricordano Giorgio Ariani, la coppia Syusy Blady e Patrizio Roversi, Massimo Boldi, Enzo Braschi, Olga Durano, Isaac George, Malandrino e Veronica, Guido Nicheli, Carlo Pistarino, Lucio Salis, Caterina Sylos Labini, Teo Teocoli, I Trettré, il Trioreno, Sergio Vastano, Mario Zucca, Francesco Salvi, Zuzzurro e Gaspare e Giorgio Faletti; nella maggior parte dei casi si trattava di volti ancora sconosciuti ai più, che troveranno fama proprio grazie al programma. Tra le protagoniste femminili comparivano, oltre alle già succitate Russo e Del Santo, Tinì Cansino, Nadia Cassini, Antonia Dell'Atte, Eva Grimaldi, Cristina Moffa, Johara e Ambra Orfei. I testi vennero scritti da autori a volte esordienti come Ellekappa, Gialappa's Band e Gino e Michele.
Le cosiddette ragazze fast food erano vallette in abiti succinti che servivano i clienti del drive-in e che, nella prima formazione del 1984, erano: Francesca Colombo, Sofia Frisone, Fabiana Telve e Giuliana Crespi, capitanate da Cansino. L'anno successivo il gruppo crebbe a sette: confermate Frisone, Crespi e Colombo, si aggiungeranno Luciana Ricca, Patrizia Sala e Toti Botta, sempre con Cansino leader. L'anno dopo ancora Crespi e Sala saranno sostituite da Marta Marioni e Ritanna Carpenter e, nell'edizione finale, al posto delle due ultime menzionate si aggiungeranno tre nuove ragazze, Cyssa Zaugg, Sabrina Pugi e Cristina Garavaglia, quindi sempre sette ragazze ma senza più una leader specifica quale era Cansino, e che infatti non comparirà più negli stacchetti. Curioso aspetto dell'ultima edizione fu la presenza, in qualche stacchetto, ancora di Frisone, che però non apparirà mai nel corso delle puntate con le altre, più una nuova ragazza, Claudia Milioto, che, all'opposto, comparirà in maniera assai effimera nel programma ma mai in nessun stacchetto.
Durante il susseguirsi delle edizioni a queste venne affiancato un gruppo di sette ragazze adolescenti, definite le Monelle, alcune delle quali continueranno poi la carriera nel mondo dello spettacolo come ballerine (Marianna Fontana) o presentatrici (Cristina Beretta); c'era infine un terzo gruppo di ragazze, le Bomber, ossia le ragazze preposte alla sicurezza.
«Pensa a una trasmissione come Drive In, al ritmo, alla quantità di cose che Drive In riesce a far vedere in due minuti e paragona i due minuti a due minuti della vecchia TV. Un salto da fantascienza, no? Eppure a quanto pare la cosa non ha provocato traumi, noi siamo passati dal ritmo di valzer a quello di rock'n'roll...»

— Umberto Eco, 1987
Ogni puntata veniva introdotta e conclusa da un monologo di D'Angelo, talvolta scritto da Enrico Vaime, sui vizi e manie degli italiani (tra gli altri la settimana bianca, le cliniche per cure dimagranti e i villaggi vacanze) o sul commento di un evento della settimana. Nella prima edizione il monologo di chiusura cui seguiva la sigla finale veniva improvvisamente interrotto da un violento acquazzone che faceva scappare i clienti; nella seconda edizione la pioggia venne sostituita da una fitta nebbia; nella terza la sigla fu sostituita con una comica di Benny Hill.
Nella prima edizione vi sono state due sigle di testa: dall'ottobre del 1983, un brano strumentale composto da Detto Mariano; dalla metà di marzo del 1984 Zucchero zucchero, interpretata da Cristina Moffa. Dalla seconda edizione fu utilizzata come unica sigla Saxofono for Me eseguita da Roberto Negri. Una sigla di coda è stata utilizzata solo durante la prima e seconda edizione, dapprima La bambola, brano portato al successo da Patty Pravo e qui reinterpretato da Carmen Russo, e successivamente Bum bum cantiamo, interpretata da Nadia Cassini.
Molti personaggi del mondo della televisione, della musica e dello spettacolo hanno amichevolmente recitato un piccolo cameo durante le cinque edizioni del programma, vedi Guido Angeli, Christian, Gary Coleman, Corrado, Serena Grandi, David Hasselhoff, Daniele Piombi, Marco Predolin, Memo Remigi, Donatella Rettore, Claudio Lippi, Gigi Sabani, Mago Silvan, Ilona Staller, Little Tony ed Iva Zanicchi, oltre a un giovane Pier Silvio Berlusconi. Tra gli ospiti musicali si ricorda la partecipazione dei Matt Bianco, e l'Orchestra spettacolo e da ballo liscio di Sandrino Piva con Katty Piva.

### Le parodie

Francesco Salvi assieme a un'altra protagonista femminile, Tinì Cansino.

- Durante la quarta stagione Massimo Boldi e Teo Teocoli diedero vita a una parodia di Star Trek, intitolata Bold Trek. Teocoli era poi il presentatore di un programma sullo stile di Piccoli fans, i cui protagonisti erano dei bambini (interpretati da Boldi, Greggio e D'Angelo) truccati come i loro cantanti preferiti, salvo poi essere smascherati e cacciati via dal presentatore.
- Durante la seconda edizione fu presentata una parodia intitolata Una brutta fazenda, ovvero Beruscao il penultimo mandingo. Protagonista era Enrico Beruschi insieme alla sua Margherituccia (Margherita Fumero) e a una Big mama (Edith Peters), che imitava con ironia le telenovelas che andavano in onda nel periodo e il titolo che parodiava il film Drum, l'ultimo mandingo.
- Nella terza edizione Beruschi e Fumero furono protagonisti anche di un'analoga parodia in stile Frankenstein Junior chiamata Doctor Beruscus, con ospiti interpreti della canzone italiana e internazionale.
- Durante la quarta e quinta stagione vi furono varie parodie di film famosi, come Il nome della rosa, Indovina chi viene a cena?, Casablanca, La notte dei morti viventi, Il colore dei soldi, Il padrino e Mezzogiorno di fuoco, sempre con Greggio e D'Angelo nelle parti dei protagonisti. Fra uno sketch e l'altro, durante le prime tre serie spesso passavano anche spezzoni interpretati dal comico inglese Benny Hill e sketch dell'attore australiano Paul Hogan, noto per la saga di Mr. Crocodile Dundee.
- Nel corso della prima edizione, D'Angelo, Greggio, Beruschi e la Fumero interpretarono in presa diretta le parodie di alcuni film, dove il protagonista subiva le sorti opposte rispetto all'originale. In particolare, nella parodia di Rocky Beruschi interpretava il ruolo di un pugile famoso per aver perso tutti gli incontri; l'occasione per il riscatto gli si presenta quando il manager di Joe La Motta propone al suo pugile di ripiegare su Rocky dopo il forfait dell'avversario che avrebbe dovuto sfidare. Durante l'incontro, Joe è talmente sicuro di battere il fragile Rocky al punto da combattere con un walkman al ritmo di Vamos a la playa dei Righeira; Rocky, sfinito dai pesanti colpi ricevuti, si aggrappa all'avversario, ma inavvertitamente la sua mano cade sul walkman, girando fino al massimo la manopola del volume; Joe rimane stordito e crolla al tappeto. Rocky esulta incredulo per la vittoria, ma viene massacrato di botte dalla stessa moglie e dal manager, i quali avevano scommesso tutti i loro soldi sulla vittoria dello sfidante.
- In un'altra parodia, quella di Anonimo veneziano, Beruschi interpreta il ruolo di un direttore d'orchestra capellone che riceve la visita della sua fidanzata, alla quale non sa come rivelare un profondo segreto (una malattia incurabile alla testa). Tra una gag e l'altra è da ricordare quella di una prova d'orchestra con Greggio e D'Angelo nel ruolo di due musicisti i quali, insieme al resto dei componenti, trasformano un pezzo classico in una versione sinfonica della canzone Il ballo del qua qua di Romina Power. Nel finale, quando la sua fidanzata sta per ripartire in treno, Beruschi le rivela di avere la forfora.

## I personaggi principali
Gli attori e i comici proposero negli anni vari personaggi basati sia sull'imitazione di persone reali che sulla parodia di fenomeni di costume che fecero anche nascere una serie di tormentoni.

### I personaggi di Greggio
- il banditore dell'Asta Tosta ("oggetti tosti per tutti i gosti") presentava vari e improbabili gadget legati a personaggi della politica e dello spettacolo; gag ricorrente, terminava le sue apparizioni proponendo un discutibile quadro naif rappresentante un anziano bevitore di vino, presentato come opera del fantomatico Teomondo Scrofalo e introdotto con la frase «È lui o non è lui? Cerrrto, che è lui!». Il quadro era la riproduzione di un'opera reale, il Bevitore di vino del pittore napoletano Giuseppe De Curtis, che si trovava sovente nelle trattorie italiane degli anni 50 e 60 del Novecento.[10]
- il "Criticatrutto", parodia di un critico;
- mr. Taroccò "con l'accento sulla Q", parodia di un prestigiatore col tormentone «bada ben bada ben bada ben…» che aveva come assistente il coniglio bianco Oreste presentato come "suo commercialista";
- Spetteguless, parodia dei pettegolezzi e del gossip mondano («cronaca stop, novella express… più che notizie, spetteguless») con il tormentone «chi ha cuccato la Cuccarini?»;
- il professor Zichichirichì, parodia dello scienziato Antonino Zichichi;
- il dottor Vermilione, "psicologo santone", parodia dello psicanalista Armando Verdiglione;
- il capocomico Gigio Gigi col suo gruppo "I gigioni" con Jimmy il Fenomeno e altri, a bordo di un camion;
- il conduttore del quiz show "Testa di Quiz" in cui riusciva a guadagnare soldi spillati ai concorrenti e far vincere sempre lo stesso concorrente.
- la gag su Arrigo Sacchi, l'allenatore del Milan, introdotta sempre dallo stesso slogan («lei sa chi è Sacchi, lei sa chi è Sacchi, lei sa chi è?»). La gag consisteva nello storpiare il cognome per formare parole (il sacchiello e la paletta, il sacchietto di patatine).

### I personaggi di D'Angelo

Greggio e D'Angelo in compagnia del cane Has Fidanken, in uno degli sketch più famosi del programma.

- il Tenerone: "l'animale più buono del mondo", un pupazzo dalle fattezze di un coniglione completamente rosa il cui verso era "pippo, pippo, pippo"; una gag ricorrente quando il personaggio si "emozionava", ritirava la testa dentro il corpo dicendo "emoziooone!"; per fargliela uscire, Ezio Greggio doveva premergli il fondoschiena.
- Giovanni "John" Spadolini che discuteva al telefono con Ronald "Ron" Reagan.
- La contessa Marina Dante delle Povere, imitazione di Marina Ripa di Meana, al tempo ancora nota come Lante della Rovere, intervistata da Roberto Gervaso; D'Angelo interpretava entrambi i personaggi, le cui battute venivano poi montate in sequenza tramite un effetto di campo e controcampo. La contessa, che si faceva intervistare sdraiata su un letto, descriveva ogni sua pretesa fiamma con la frase "un omaccione, con due baffetti da sparviero", e alla fine dello sketch riusciva a sedurre "Gervasetto", il quale le saltava addosso. Marina Ripa Di Meana fu molto divertita dall'imitazione, al punto di arrivare a minacciare addirittura una querela se lo sketch fosse stato interrotto; anche Roberto Gervaso si recò di persona negli studi prima per conoscere e complimentarsi con gli autori e poi per presentare un libro.
- Raffaella Carrà: anche lei intervistata da "Gervaso" che spruzzava due getti di lacrime (definite "taumaturgiche") verso il pubblico.
- Piero D'Angelo, parodia di Piero Angela, che conduceva il programma Il mondo di Quirk Quork Quark nel quale raccontava di alcune tipologie di persone come se fosse un documentario scientifico. Una gag ricorrente era quella in cui il conduttore, quando tentava di accavallare le gambe, lanciava un urlo di dolore.
- il signor Armando, che magnificava la bravura del proprio cocker Has Fidanken che, per contro, restava sempre immobile qualunque cosa gli si dicesse di fare. L'imperativo Has... Fidanken!!! divenne in poco tempo un tormentone di quegli anni e fu ideato da Enrico Vaime, come vari altri monologhi portati da D'Angelo a Drive In dal 1983 al 1986.[11] Il cane in realtà era di proprietà di un amico di D'Angelo, il generale paracadutista Giuseppe Palumbo, e il suo vero nome era "Baby Dell'Aquila Bianca".[12]
- Pippo Baudo e Katia Ricciarelli, protagonisti della serie di sketch noti come Anche i baudi piangono parodia delle telenovelas sudamericane e con Baudo che possedeva un allevamento di parrucchini. Anche qui D'Angelo interpretava entrambi i ruoli.
- Sandra Milo, all'epoca conduttrice di Piccoli fans, programma che veniva qui parodiato con bambini che alla fine dell'esibizione venivano regolarmente presi a botte dalla Milo. A questi sketch partecipava anche il culturista e performer Edo Soldo, il quale interpretava il valletto.
- Ciriaco De Mita: la parodia si basava sulla celebre definizione di De Mita come "intellettuale della Magna Grecia". Abbigliato da antico greco, si faceva trasportare sul palco da una biga, mentre fingeva di suonare un'enorme moneta da 100 lire come se fosse una lira. La sua entrata era accompagnata dalla musica del sirtaki, che però si trasformava in una veloce tarantella. Gag ricorrente: De Mita, usando uno specchietto, fingeva di vedere il futuro attraverso la sua testa pelata; in realtà si poteva notare come lo specchietto servisse a sbirciare nella scollatura della ragazza alle sue spalle. Celebre la canzone-tormentone: "Gos'è la viDa, se non G'è De MiDa?", parodiando la canzone delle caramelle Morositas ed esasperando il particolare accento.
- Giovanni Goria: D'Angelo nei panni orientaleggianti di Sandokan-Goria, parodia del politico democristiano con il tormentone: "Sono Sandokan-Goria, il presidente del consiglio più bello che ci sia".
- Gianni De Michelis con il tormentone "Bon, bon, bon: ma che sagoma che son"; D'Angelo ricordò poi in un'intervista sul Secolo d'Italia del 19 aprile 2011 che "Ci fu un tentativo di farmi correggere l'imitazione di Gianni De Michelis. […] Il bello è che non solo ho continuato a farla ma qualche mese dopo, mi chiamò il segretario di De Michelis per chiedermi di partecipare a uno spettacolo in campagna elettorale a Venezia. Era lui a chiedermi di imitarlo. Ma rifiutai, non mi pareva il caso".[13]

### I personaggi di Faletti

Giorgio Faletti nei panni di Vito Catozzo, uno dei personaggi che riscosse più successo nel programma.

- Vito Catozzo, guardia giurata sovrappeso, caratterizzato da una parlata sgrammaticata e da un forte accento pugliese con tormentone l'imprecazione "Porch'il mond' che c'ho sott'i piedi!". Raccontava le sue vicende familiari con la moglie Derelitta ("un metro e quaranta di altezza per 140 chili"), le sei figlie (Crocefissa, Derelitta jr, Addolorata, Immacolata, Selvaggia e Deborah), ma soprattutto il figlio, Oronzo Adriano Celentano Catozzo, di cui Vito faceva di tutto per celare l'evidente omosessualità.
- Carlino, adolescente di Passerano Marmorito, che entrava in scena chiedendo a gran voce dove potesse trovare delle donne nude; anche qui lo sketch seguiva sempre lo stesso canovaccio, con Carlino che scopriva i tradimenti della cognata, la quale tentava di comprarne il silenzio con la promessa di regalargli un "giumbotto" (una delle tante parole storpiate da Carlino). Frase ricorrente: riferendosi alla cognata, Carlino ripeteva "c'ha due roberti...", facendo riferimento al suo prosperoso seno.
- Il Testimone di Bagnacavallo, caricatura di un adepto di una setta millenarista. Il suo tormentone consisteva nella frase: "Credete forse che io...E non vi veda?"
- Il Cabarettista Mascherato, parodia di un improbabile rivoluzionario travestito da Zorro che in sella al suo cavallo Bronco tenta di cambiare il mondo "portando ai poveri di spirito le battute rubate ai ricchi".
- Suor Daliso delle "Piccole Madri Addolorate del Beato Albergo del Viandante e del Pellegrino" a cui, di fronte alle ragazzate del bullo locale Mario Gilera, "veniva uno s-ciopone" e impartiva sonore lezioni a suon di ceffoni dopo essersi cosparsa le mani con acido nitrico e glicerina.
- Poldo, inserviente del circo "Frollo, Frollo, Frollo e Schwartenegger" alla ricerca del suo elefantino.
- Topoligno, un orfano brasiliano un po' arraffone che aveva tre sorelle maggiori di colore e non capiva come mai lui era l'unico bianco. I suoi tormentoni erano: "Topoligno è furbo ahaha..." e "Triplo vantaji, perché Topoligno è un povero urfaneji...".

### I personaggi di Pistarino
- Un autista di autobus, raccontava il mondo al di là del suo parabrezza, litigando con tutti.
- Gite Pistarino, in ogni puntata veniva raccontata una gita turistica, che andavano dalla gita al santuario alla settimana bianca a Courmayeur.
- Agenzia di Viaggi Pistarino.
- Foto Pistarino, un fotografo di moda e gossip.
- Improbabile cantante lirico.

### Personaggi secondari

Sergio Vastano nei panni del bocconiano fuori sede

- Enzo Braschi parodiava i paninari milanesi del periodo, narrando con finto gergo giovanilistico i suoi improbabili tentativi di combinare con l'altro sesso (le "sfitinzie") e di evitare le rappresaglie da esponenti di altre sottoculture giovanili. Nelle stagioni successive Braschi parodiò anche altre mode giovanili, giustificando i continui cambiamenti con la necessità di restare "di moda"; alla fine si presentò vestito da militare perché lo avevano chiamato a svolgere la naja, che parodiava con il ritornello "...'gnornò", ironizzando sul "signor no" quando raccontava qualcosa che non condivideva; tornò la stagione successiva nelle vesti da paninaro che insegnava alle nuove leve come rimorchiare con il tormentone: "con le donne bisogna essere biforcuti".
- Sergio Vastano interpretava una serie di idoli giovanili parodiando gli archetipi della società di massa: tra di essi il "bocconiano", ovvero uno studente universitario calabrese fuori sede e fuori corso; il "top-manager di natura rampante", yuppie in tipico stile anni ottanta, che crede invano di convincere tutti del proprio successo; l'"impresario cialtrone" e il suo "diavolo custode", impersonati in uno sketch doppio.
- Francesco Salvi presentava due personaggi, il camionista (nome in codice per i C.B.: "Totano2") che narrava le avventure dei suoi colleghi camionisti, e il leader dei Budiny Molly, un metallaro.
- I Trettré si produssero in scenette interpretando prevalentemente le parodie di alcune opere letterarie (come I promessi sposi, Romeo e Giulietta e via dicendo), e il ruolo dei poliziotti alle prese con improbabili clienti e dei medici in un pronto soccorso.
- Il duo Zuzzurro e Gaspare, con il racconto delle improbabili imprese del commissario con la "lisca". Tormentone: Ce l'ho qui la brioche! (pronunciato da Zuzzurro). Nella terza stagione i due comici vennero affiancati da 'Isaia', bizzarro personaggio che replicava look e mimica di Marty Feldman, traendo evidente ispirazione dal personaggio di "Aigor" da lui interpretato in Frankenstein Junior (di cui riprendeva la gobba finta e il saio con cappuccio), chiamato dall'ispettore Zuzzurro: "Faccia da strudel!".
- Caterina Sylos Labini interpretava la moglie di "Coccovace onorevole Nicola", peone democristiano originario di Spinazzola.

## Critica

Massimo Boldi in compagnia delle ragazze fast food

Durante i cinque anni di programmazione la trasmissione riscosse un notevole successo di pubblico, mentre la critica di settore si prestò a diverse analisi, sia positive che negative. Da una parte, vari intellettuali dell'epoca espressero apprezzamenti al programma: per lo scrittore Oreste Del Buono fu «la trasmissione di satira più libera che si sia vista e sentita», il poeta Giovanni Raboni la descrisse come «una specie di congegno ad orologeria a bassissimo rischio», l'attore Vittorio Gassman ne rimase influenzato tanto che dovette «cambiare i ritmi in teatro», mentre per il giornalista Beniamino Placido «di tutti gli spettacoli di varietà sulla scena è indubbiamente il più sperimentale. Ed anche il più spericolato: una sventagliata di battute, un fuoco di artificio di trovate», diventando così «una trasmissione alla quale mi sono affezionato lentamente – lo confesso – ma stabilmente». In tal senso, già nel 1985 il programma ricevette il Premio Satira Politica Forte dei Marmi.
Anche il critico Aldo Grasso specificherà, nel trentennale della prima puntata, come Drive In «non è il manifesto di tutti i mali possibili della TV commerciale (questa è un'interpretazione bigotta), ma rappresenta piuttosto l'esplosività di quegli anni, l'uscita dal grigiore ministeriale della Rai e dagli anni di piombo, l'eccesso come nuova forma di linguaggio (un eccesso spesso sbandierato con troppa autoindulgenza come "trasgressivo")».

Parte del cast che animò il Drive In. Da sx, in alto: Carlo Pistarino, i Trettré, Zuzzurro e Gaspare; al centro: Margherita Fumero, Greggio, D'Angelo, Beruschi; in basso: Del Santo e Cansino.

D'altra parte, già durante la sua messa in onda lo show venne criticato per la presenza di donne formose in abiti succinti, dall'irrisoria presenza scenica; ancora Grasso riassumerà tale aspetto del Drive In parlandone come del luogo «in cui la seduzione e la malia erotica delle star hollywoodiane cedono il passo all'ostensione e all'ostentazione della carne (e a una mercificazione del corpo femminile chiamata a notevole fortuna successiva)». Punto di vista respinto da Ezio Greggio, per il quale anche a distanza di anni «continuano a scambiare Drive In con Colpo Grosso che aveva i nudi. Le ragazze fast food erano più vestite delle donnine di Macario e Dapporto. Drive In era seguitissimo dalle famiglie […] C'era il paninaro-oggetto, c'era lo yuppie-oggetto, c'erano le aste televisive-oggetto, c'era un altro tipo di bersaglio. Le nostre ragazze partecipavano agli sketch con battute pungenti quanto quelle dei comici. La gente ancora oggi ricorda i comici e i tormentoni, non i corpi delle fast food. Le donne nude erano sulle copertine dell'Espresso e di Panorama, non qui». Un concetto in cui si ritrovò anche il collega Giorgio Faletti, sottolineando come la loro fosse «la trasmissione col più alto numero di laureati».
Ulteriormente, col senno di poi, si ripropose la questione "politica" del Drive In. Infatti, per alcuni analisti lo show incise profondamente – e negativamente – sul tessuto sociale italiano del tempo, come «simbolo dell'americanizzazione» di un Paese che attraversava «gli anni dell'edonismo reaganiano, di Craxi al governo, della Milano da bere. Si era in pieno disimpegno, con gli yuppies protagonisti assoluti di una certa società italiana e con il consumismo in vorticosa ascesa»; insomma, l'«epicentro di quel terremoto culturale che poi avrebbe portato lentamente al berlusconismo».
Un punto di vista sempre respinto da Antonio Ricci, anche a distanza di tre decenni: «Le donne seminude sono una moda iniziata negli anni 1970, specie sulle TV Rai, per non dire delle copertine di Panorama ed Espresso. Le ragazze fast food erano un'ironia di tutto questo, e facevano anche battute di satira politica, anzi le donne comiche da noi non mancavano mai. E le risate erano volutamente distorte ed esagerate, per sottolineare che in realtà non c'era niente da ridere […] Siamo stati additati come ispiratori degli anni 1980, mentre noi ne eravamo lo specchio, la critica feroce, tra satira politica, presa in giro della Milano da bere […] Siamo stati una trasmissione profetica: ora abbiamo le prove documentate».
«Come tutto ciò che ci ha cambiato la vita, Drive In non finirà mai di essere oggetto di letture sempre più disparate (talvolta anche volutamente tendenziose). È la sua croce e delizia, è la conferma della sua forza e della sua ricchezza.»

— Stefania Carini, 2013
Sulla stessa linea d'onda si ritrova il giornalista Francesco Specchia, ricordando trent'anni dopo come «tutti allora, a sinistra, con analisi molto colte, accostarono Ricci a Gramsci, ai situazionisti di Debord. Nessuno dichiarò guerra agli eccessi di pelle esposta e alla carnalità straripante dai push up. Si pensava a Drive In come al sogno felliniano che avrebbe narcotizzato Berlusconi. Che poi sia avvenuto il contrario...». Anche Grasso concorderà con quest'interpretazione, sostenendo come «Berlusconi sognava un'altra TV (Dallas, Mike, Baudo, Raffaella Carrà…), costosa, volgarotta, "basica" e spensierata come gli "anni da bere"; Drive In, invece, pensava già a una metatelevisione, si circondava di autori di buone letture, rifletteva sul rapporto tra sketch e spot, cercava di sintonizzarsi sul ritmo dei primi telefilm che giungevano dall'America… Dal punto di vista ideologico, al contrario di Berlusconi, Drive In era fastidiosamente filopalestinese e antiamericano, pur nutrendosi dell'immaginario USA».
Nondimeno Drive In fu oggetto di analisi sul piano "geografico" poiché, per via del suo set meneghino oltreché per la composizione del cast, formato in gran parte da elementi settentrionali, lo show venne accolto come una sorta di «risposta milanese» a quel tipo di comicità romana o di stampo meridionale che storicamente avrebbe imperato in Italia. Un punto di vista che contribuì a una sorta di polarizzazione nel pubblico televisivo italiano dell'epoca, che già nel 1985 aveva portato, ancora Placido, ad affermare che «si stanno definendo e contrapponendo due schieramenti. I "sudisti" che prediligono Quelli della notte. I "nordisti" che preferiscono Drive In»; a questa visione si accodarono personalità come lo scrittore Mario Soldati, il quale in un dialogo con Francesca Duranti descrisse il programma come l'«aria del nord, finalmente entrata fra i nostri comici a spazzare via il romanesco», e il già citato Raboni che ne esemplificò il giudizio con: «Arbore giù, Drive In su».